# Виго Ломазо (Тренто)
Виго Ломазо (итал. Vigo Lomaso) је насеље у Италији у округу Тренто, региону Трентино-Јужни Тирол.
Према процени из 2011. у насељу је живело 243 становника. Насеље се налази на надморској висини од 481 м.